# Burgfestspiele Rötteln

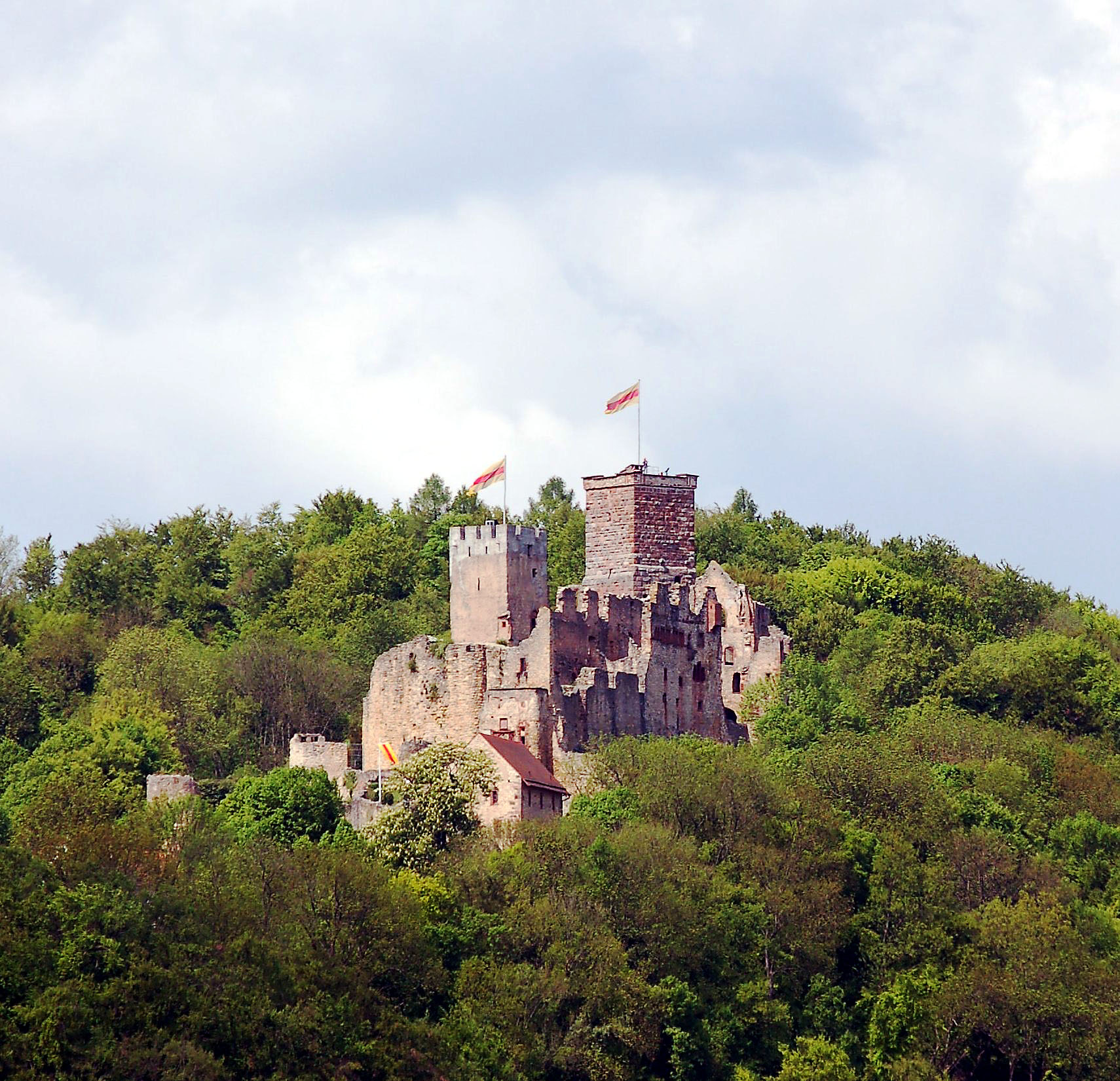
Veranstaltungsort der Festspiele: die Burg Rötteln

Die Burgfestspiele Rötteln sind eine seit 1968 jährlich im Sommer stattfindende Freilufttheaterveranstaltung auf der Burg Rötteln in Lörrach.

## Spielstätte
Die Aufführungsfläche der Burgfestspiele findet seit Anfang der 1970er Jahre auf einer Freilichtbühne auf drei terrassenförmigen Ebenen im nordwestlichen Teil der Unterburg statt.

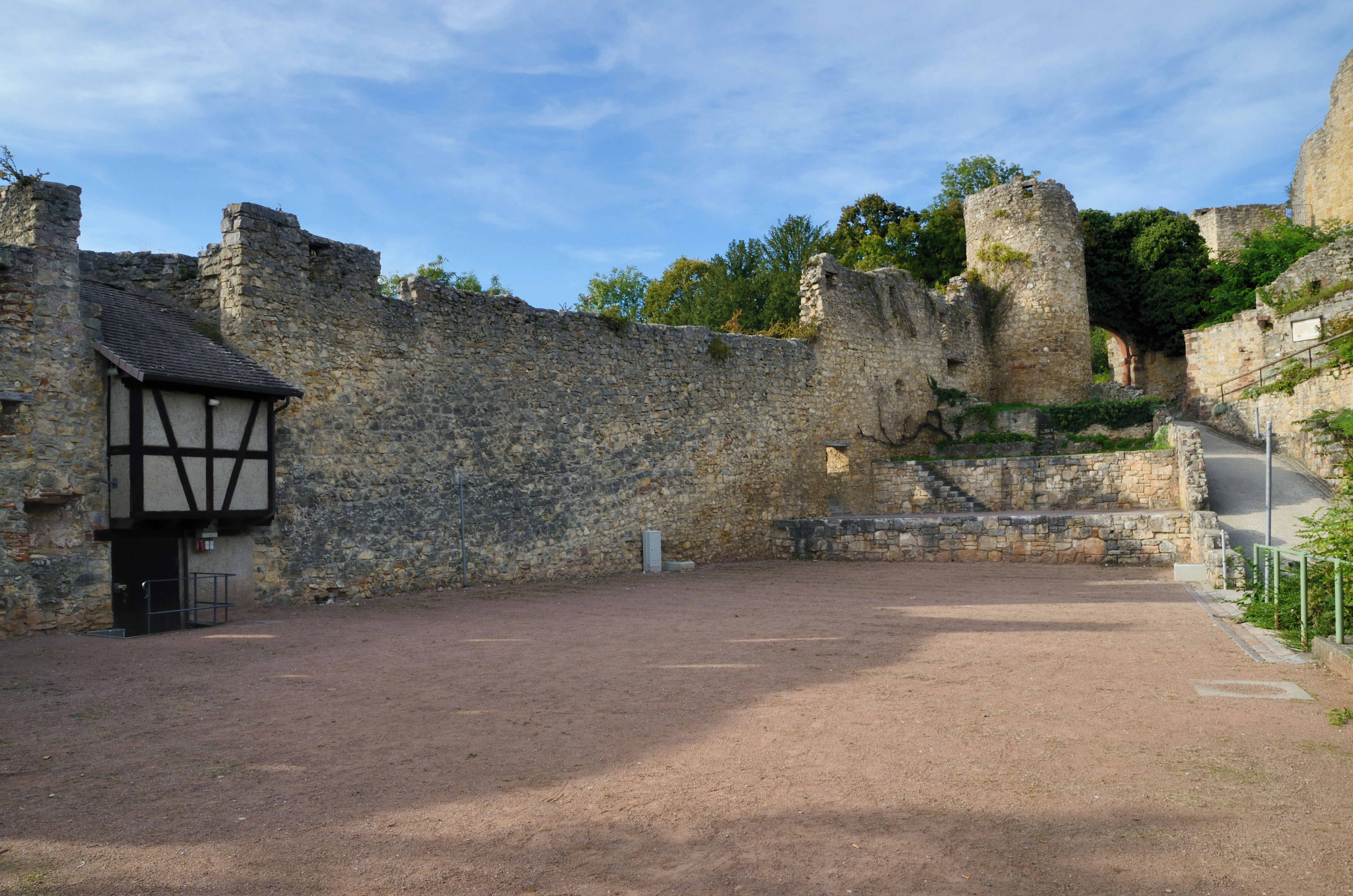
Zuschauerbereich (hier nicht bestuhlt) und Naturbühne der Burgfestspiele Rötteln

Auf der unteren dieser Ebenen, rund 400 Quadratmeter groß, finden bis zu 550 Zuschauer Platz. Zu Aufführungszeiten wird die Fläche mit entsprechender Einzelbestuhlung in 27 Reihen ausgestattet. Zusätzlich sind auf dieser Ebene die Licht- und Tonanlage auf diversen Trägerkonstruktionen installiert. Die zentrale Steuereinheit für den Licht- und Tontechniker befindet sich auf einem temporär errichteten Podest leicht erhöht und hinter dem Zuschauerraum. Auf dieser unteren Ebene befindet sich auch einer der drei Schalentürme, der zusammen mit der inneren Mauer den westlichen Abschluss der Zuschauertribüne bildet.
Die mittlere, knapp 57 Quadratmeter große Ebene dient als Hauptbühne. Mittig im Boden eingelassen befindet sich ein Souffleurkasten. Ansonsten wirkt die Bühne aufgrund ihrer Umgebung, insbesondere wenn die zwei Burgtürme zur abendlichen Spielzeit angestrahlt sind. Die Schauspieler können beidseitig in die Szene ein- oder austreten. Der vom Zuschauerraum aus gesehen linke Einlass lässt den Schauspieler hinter die Burgmauer verschwinden.
Die obere, etwa 38 Quadratmeter große Ebene dient als ergänzendes Bühnenfeld, dass je nach Stück genutzt werden kann. Es existieren mittig von der Hauptbühne zwei symmetrische Treppenaufgänge zur oberen Ebene, die häufig durch das Bühnenbild verdeckt wird. Oberhalb dieser dritten Ebene befindet sich noch eine weitere Ebene, die jedoch für das Festspiel nicht genutzt wird. Der Zuschauer blickt auf diese terrassenförmige Anordnung, an deren Ende sich der Rundturm „Die Landschaft“ befindet. Der Rundturm steht unmittelbar neben dem Alten Haupttor zur Vorburg, von wo man über einen steilen, teilweise getreppten Weg zur Oberburg gelangt.

## Geschichte

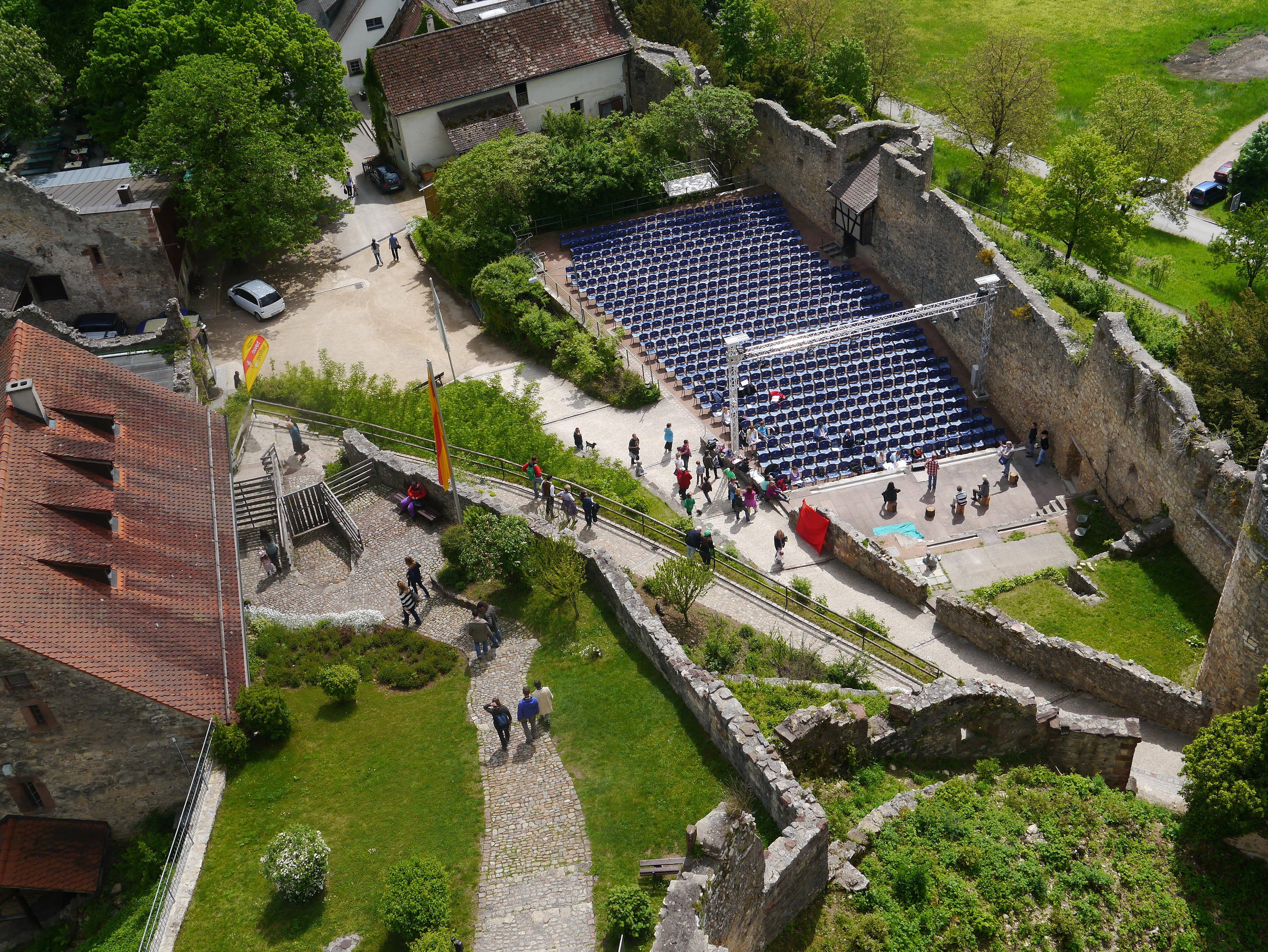
Luftaufnahme des Festspielgeländes

Erste Überlegungen zu Heimatspielen auf der Burg Rötteln sind bereits aus der Arbeitstagung des Geschichtsvereins Markgräflerland vom 17. Juli 1935 überliefert.
Die Burgfestspiele gehen auf die Gründung des Vereins Burgfestspiele Rötteln (Freilichtspiele und Schlosskonzerte) am 12. Februar 1966 zurück, der sich gegenwärtig Burgfestspiele Rötteln e.V. nennt.
In den vorbereitenden Diskussionen 1965 war noch an die Einrichtung eines Kellertheaters für etwa 100 Personen im Gewölbe unter dem ehemaligen Rittersaal der Burg Rötteln gedacht. Zudem sollten auf der Fläche des Rittersaals Freilichtaufführungen für ebenfalls etwa 100 Zuschauer dargeboten werden. Auf dem Burghof der Oberburg waren Schauspiele und Schlosskonzerte für jeweils etwa 400 Besucher geplant. Auf der Wiesenfläche unterhalb der Burg sollten Großveranstaltungen für bis zu 2000 Zuschauer stattfinden. Keiner dieser ins Auge gefassten Aufführungsplätze konnte realisiert werden.
Wegen der Herrichtung eines Parkplatzes vor der Burg und der Fertigstellung einer Straße von Haagen aus fand die erste Aufführung erst 1968 statt und zwar im Garten der Burgschenke. In den Jahren 1971/72 wurde eine größere Spielfläche mit einer Freilichtbühne auf drei terrassenförmigen Ebenen angelegt; sie liegt unmittelbar vor der Oberburg. Auf dieser Anlage haben bis zu 550 Zuschauer Platz.
Zum Ensemble der Burgfestspiele gehören jedes Jahr etwa 20 Laienschauspieler aus Lörrach und Umgebung. 1977 wurde ein altes Stallgebäude zum Umkleideraum für die Festspiele umgebaut. Von 1968 bis 1986 veranstalteten die Burgfestspiele Rötteln auch musikalische Aufführungen. 2024 spielen die Burgfestspiele erstmals auch im Burghof Lörrach, wobei das Stück der Sommersaison 2023 Das Leben ist ein Fest für einen Abend zur Aufführung kommt.
Von Beginn bis zum Jahr 2016 besuchten rund 240.000 Zuschauer die mehr als 600 Aufführungen von 45 verschiedenen Stücken.

## Vereinsvorsitzende
Vorsitzende des Vereins Burgfestspiele Rötteln waren:
- 1966–1970: Reinhold Kautzmann (1. Vorsitzender); Erhard Richter (Präsident)
- 1970–2002: Erhard Richter
- 2002–2012: Gilbert Rottmann[8]
- 2012–2014: Dietmar Fulde
- 2014–2016: Oliver Kugel[9]
- 2016–2023: Gilbert Rottmann[10]
- seit 2023: Simon Rösch[11]

## Aufführungen
| Jahr | Theaterstück                                 | Autor                                         | Regie                   |
| ---- | -------------------------------------------- | --------------------------------------------- | ----------------------- |
| 1968 | Markgraf Ernst und der Bauernaufstand        | Erhard Richter                                | Erhard Richter          |
| 1969 | Markgraf Ernst und der Bauernaufstand        | Erhard Richter                                | Erhard Richter          |
| 1969 | Iphigenie auf Tauris                         | Johann Wolfgang Goethe                        | Ernst Dauscher          |
| 1970 | Agnes Bernauer                               | Friedrich Hebbel                              | Erhard Richter          |
| 1971 | Romeo und Julia                              | William Shakespeare                           | Dieter Ballmann         |
| 1971 | Der Meineidbauer                             | Ludwig Anzengruber                            | Franz Novotny           |
| 1972 | Urfaust                                      | Johann Wolfgang Goethe                        | Dieter Ballmann         |
| 1973 | Die Freier                                   | Joseph von Eichendorff                        | Erhard Richter          |
| 1973 | Liebe leidet mit Lust (Verlorene Liebesmüh)  | William Shakespeare                           | Hilde Rüdisühli-Colberg |
| 1974 | Die Freier                                   | Joseph von Eichendorff                        | Erhard Richter          |
| 1975 | Viel Lärm um nichts                          | William Shakespeare                           | Erhard Richter          |
| 1976 | Der trojanische Krieg findet nicht statt     | Jean Giraudoux                                | Erhard Richter          |
| 1977 | Ein Engel kommt nach Babylon                 | Friedrich Dürrenmatt                          | Erhard Richter          |
| 1978 | Ein Engel kommt nach Babylon                 | Friedrich Dürrenmatt                          | Erhard Richter          |
| 1979 | Ein Sommernachtstraum                        | William Shakespeare                           | Erhard Richter          |
| 1980 | Romulus der Große                            | Friedrich Dürrenmatt                          | Erhard Richter          |
| 1981 | Mutter Courage und ihre Kinder               | Bertolt Brecht                                | Erhard Richter          |
| 1982 | Mutter Courage und ihre Kinder               | Bertolt Brecht                                | Erhard Richter          |
| 1983 | Der tolle Tag oder Figaros Hochzeit          | Pierre Augustin Caron de Beaumarchais         | Erhard Richter          |
| 1984 | Nathan der Weise                             | Gotthold Ephraim Lessing                      | Erhard Richter          |
| 1985 | Was ihr wollt                                | William Shakespeare                           | Peter G. Broberg        |
| 1986 | Der Kirschgarten                             | Anton Tschechow                               | Peter G. Broberg        |
| 1987 | Liebe für Liebe                              | William Congreve,                             | Peter G. Broberg        |
| 1988 | Der Menschenfeind                            | Molière                                       | Peter G. Broberg        |
| 1989 | Dame Kobold                                  | Pedro Calderón de la Barca                    | Peter G. Broberg        |
| 1990 | Die deutschen Kleinstädter                   | August von Kotzebue                           | Erhard Richter          |
| 1991 | Der trojanische Krieg findet nicht statt     | Jean Giraudoux                                | Erhard Richter          |
| 1992 | Die lustigen Weiber von Windsor              | William Shakespeare                           | Peter G. Broberg        |
| 1993 | Don Juan oder Die Liebe zur Geometrie        | Max Frisch                                    | Peter G. Broberg        |
| 1994 | Don Juan oder Die Liebe zur Geometrie        | Max Frisch                                    | Peter G. Broberg        |
| 1995 | Don Gil von den grünen Hosen                 | Tirso de Molina                               | Peter G. Broberg        |
| 1996 | Tartuffe                                     | Molière                                       | Peter G. Broberg        |
| 1997 | Der Widerspenstigen Zähmung                  | William Shakespeare                           | Kati Karrer             |
| 1998 | Die Räuber                                   | Friedrich Schiller                            | Kati Karrer             |
| 1999 | Der Geizige                                  | Molière                                       | Kati Karrer             |
| 2000 | Der Revisor                                  | Nikolaj Gogol                                 | Kati Karrer             |
| 2001 | Die Lästerschule                             | Richard Brinsley Sheridan                     | Kati Karrer             |
| 2002 | Einladung ins Schloss                        | Jean Anouilh                                  | Klaus Koska             |
| 2003 | Der Besuch der alten Dame                    | Friedrich Dürrenmatt                          | Klaus Koska             |
| 2004 | Die Irre von Chaillot                        | Jean Giraudoux                                | Klaus Koska             |
| 2005 | Der Zerrissene                               | Johann Nestroy                                | Klaus Zintgraf          |
| 2006 | Der Hauptmann von Köpenick                   | Carl Zuckmayer                                | Klaus Koska             |
| 2007 | Das Kaffeehaus                               | Carlo Goldoni                                 | Klaus Koska             |
| 2008 | Peer Gynt                                    | Henrik Ibsen                                  | Klaus Koska             |
| 2009 | Arsen und Spitzenhäubchen                    | Joseph Kesselring                             | Klaus Koska             |
| 2010 | Der Biberpelz                                | Gerhart Hauptmann                             | Klaus Koska             |
| 2011 | Der Diener zweier Herren                     | Carlo Goldoni                                 | Klaus Koska             |
| 2012 | Ein Sommernachtstraum                        | William Shakespeare                           | Tom Müller              |
| 2013 | Jedermann                                    | Hugo von Hofmannsthal                         | Tom Müller              |
| 2014 | Weiterspielen                                | Rick Abbot                                    | Tom Müller              |
| 2015 | Gespenster sind auch nur Menschen            | Tom Müller                                    | Tom Müller              |
| 2016 | Der eingebildete Kranke                      | Molière                                       | Tom Müller              |
| 2017 | Ein idealer Gatte                            | Oscar Wilde                                   | Simon Rösch             |
| 2018 | krankheitsbedingt keine Aufführungen         |                                               |                         |
| 2019 | Der aufhaltsame Aufstieg des Arturo Ui       | Bertolt Brecht                                | Simon Rösch             |
| 2020 | keine Aufführungen aufgrund der Corona-Krise |                                               |                         |
| 2021 | keine Aufführungen aufgrund der Corona-Krise |                                               |                         |
| 2022 | Tod auf dem Nil                              | Agatha Christie                               | Simon Rösch             |
| 2023 | Das Leben ist ein Fest                       | Olivier Nakache; Éric Toledano; Stephan Eckel | Simon Rösch             |
| 2024 | Hexenjagd                                    | Arthur Miller                                 | Simon Rösch             |
| 2025 | Tartuffe                                     | Molière                                       | Simon Rösch             |